# Operazione Odissea
Operazione Odissea è una miniserie televisiva, diretta da Claudio Fragasso e scritta da Rossella Drudi, realizzata nel 1999 e trasmessa in prima visione tra il 1° e il 3 febbraio 2000 su Canale 5. 

## Trama
L'ispettore di Polizia Paolo Cecchini, soprannominato "Omero", è costretto a riorganizzare una squadra di poliziotti per scortare il pentito di mafia Sinatra dall'Austria a Palermo: la scorta è composta da Ulisse, Omero, Agamennone, Achille, Elettra, Calypso e Telemaco, ma sono tutti giovani e senza esperienza. Il vero intento di Omero è quello di arrestare il boss mafioso latitante Sante Parvitano, ma durante un agguato organizzato proprio dal figlio di Parvitano, Nicola – che tre anni prima uccise sia l'altra squadra che la moglie di Omero in un attentato – Omero, pur non avendo ucciso Nicola (che invece cade sotto i colpi di Ulisse) rimane gravemente ferito e, prima di morire, affida il comando a Ulisse. Nonostante le molte difficoltà durante il viaggio, Ulisse riesce ad arrivare a Palermo e arrestare il boss Parvitano, anche grazie all'aiuto del poliziotto infiltrato Ernesto Musumeci, fratello di Telemaco, uomo della scorta di Sinatra; lo stesso Sinatra si rivela poi alla fine complice di Parvitano e muore nel vano tentativo di evitare l'arresto di quest'ultimo. L'intera squadra sarà poi premiata con l'encomio solenne, non senza rendere alla fine omaggio alla tomba di Omero.

## Curiosità
- La scena della premiazione fu girata veramente in una scuola di Polizia, l'IPI di Nettuno in provincia di Roma, con la partecipazione straordinaria del 146 corso Allievi Agenti della Polizia di Stato.
- Questa miniserie è andata in onda due settimane dopo l'improvvisa scomparsa di Victor Cavallo.